# Pierre Vaneau
Pour les articles homonymes, voir Vaneau.
Pierre Vaneau, né à Montpellier le 31 décembre 1653 et mort au Puy le 26 juin 1694, est un sculpteur sur bois français.

## Biographie

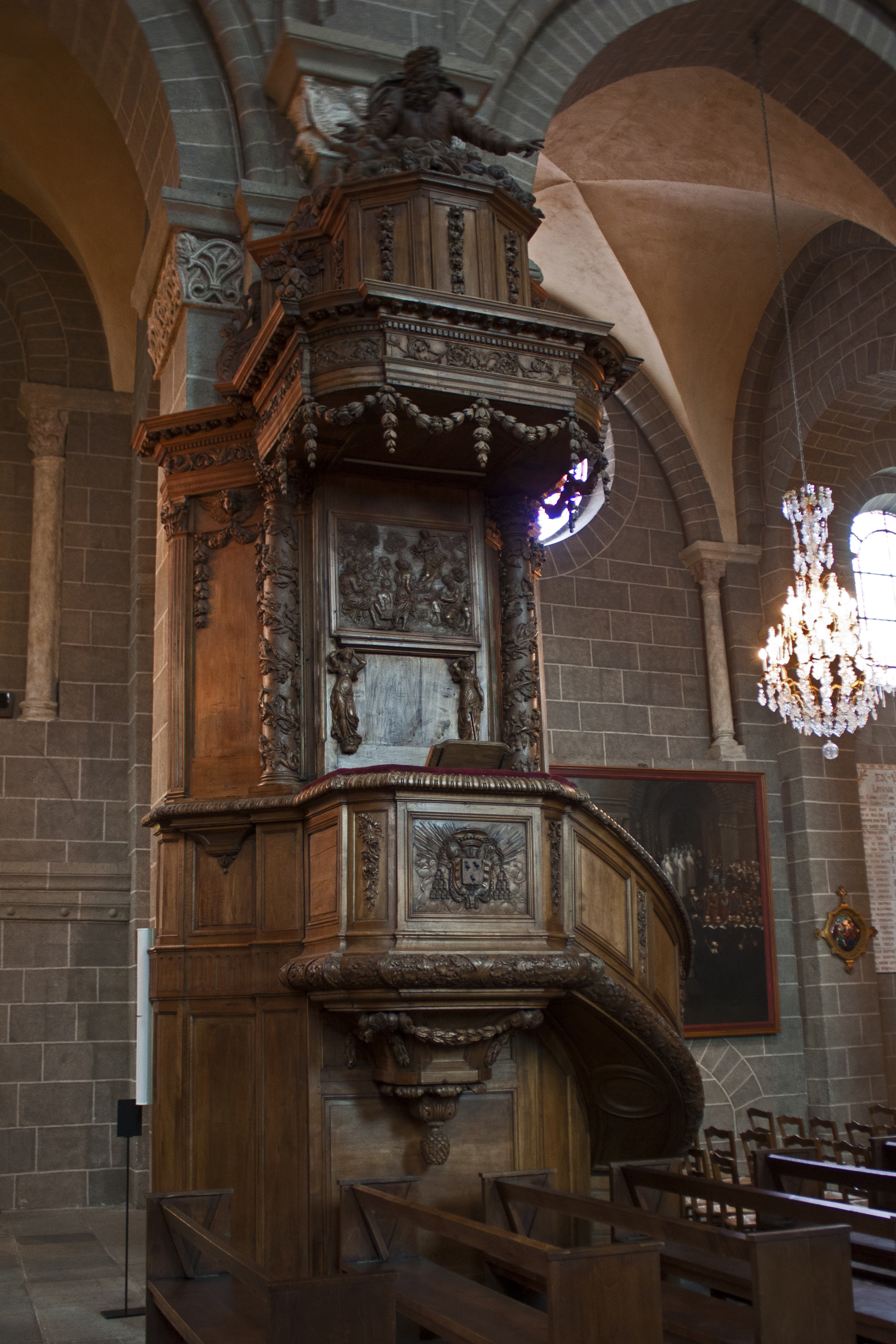
Chaire à prêcher en noyer, Cathédrale du Puy

Il s'établit d'abord à Monistrol-sur-Loire  appelé par Armand de Béthune évêque du Puy, puis au Puy-en-Velay. Ses œuvres les plus monumentales sont visibles à la cathédrale du Puy avec le grand orgue, la chaire à prêcher et l'Assomption de la Vierge, ainsi qu'à la collégiale Saint-Julien de Brioude (chapelle de la Croix).
Armand de Béthune lui commanda un monument à la gloire de Jean III Sobieski, roi de Pologne, dont les plus beaux éléments sont conservés au musée du cloître de la cathédrale du Puy et au musée Crozatier (par dépôt du Louvre).

## Œuvres réalisées
- la porte de l'hôtel-Dieu du Puy-en-Velay (1686)
- la chaire de église Saint-Pierre du Monastier (1686-1687)
- des statues pour l'église Saint-Caprais de Craponne-sur-Arzon (1689-1692)[1]
- les reliquaires de saint Maurice et de sainte Madeleine au couvent du Refuge du Puy (1689-1692) dont un détail est conservé au Musée du Louvre[2]
- des travaux à Monistrol (1688) dont le retable en bois doré de La Mort de Saint-Joseph du couvent des Ursulines en 1688[3]
- la chaire et orgue de la cathédrale du Puy (1689-1692)
- des travaux à Yssingeaux, des boiseries à l'église Notre-Dame de Saint-Étienne (1693)
- le retable de la chapelle de la Croix à Brioude (1693)
- un monument commémoratif au roi de Pologne Jean III Sobieski dont un fragment a été déposé par le Musée du Louvre au Musée Crozatier du Puy-en-Velay
- les batailles de Vaneau à la gloire de Sobieski qui ornaient des salles du château des Évêques-du-Puy de Monistrol-sur-Loire dont la Mort de l'Islam[4] et la Défaite de l'Islam[5] ont également été déposé par le Musée du Louvre au Musée Crozatier du Puy-en-Velay
- un terme, La Flagellation, conservé au Musée Crozatier[6]
- la chaire de la chapelle de la Visitation du Puy-en-Velay, conservée au musée de la Visitation de Moulins.

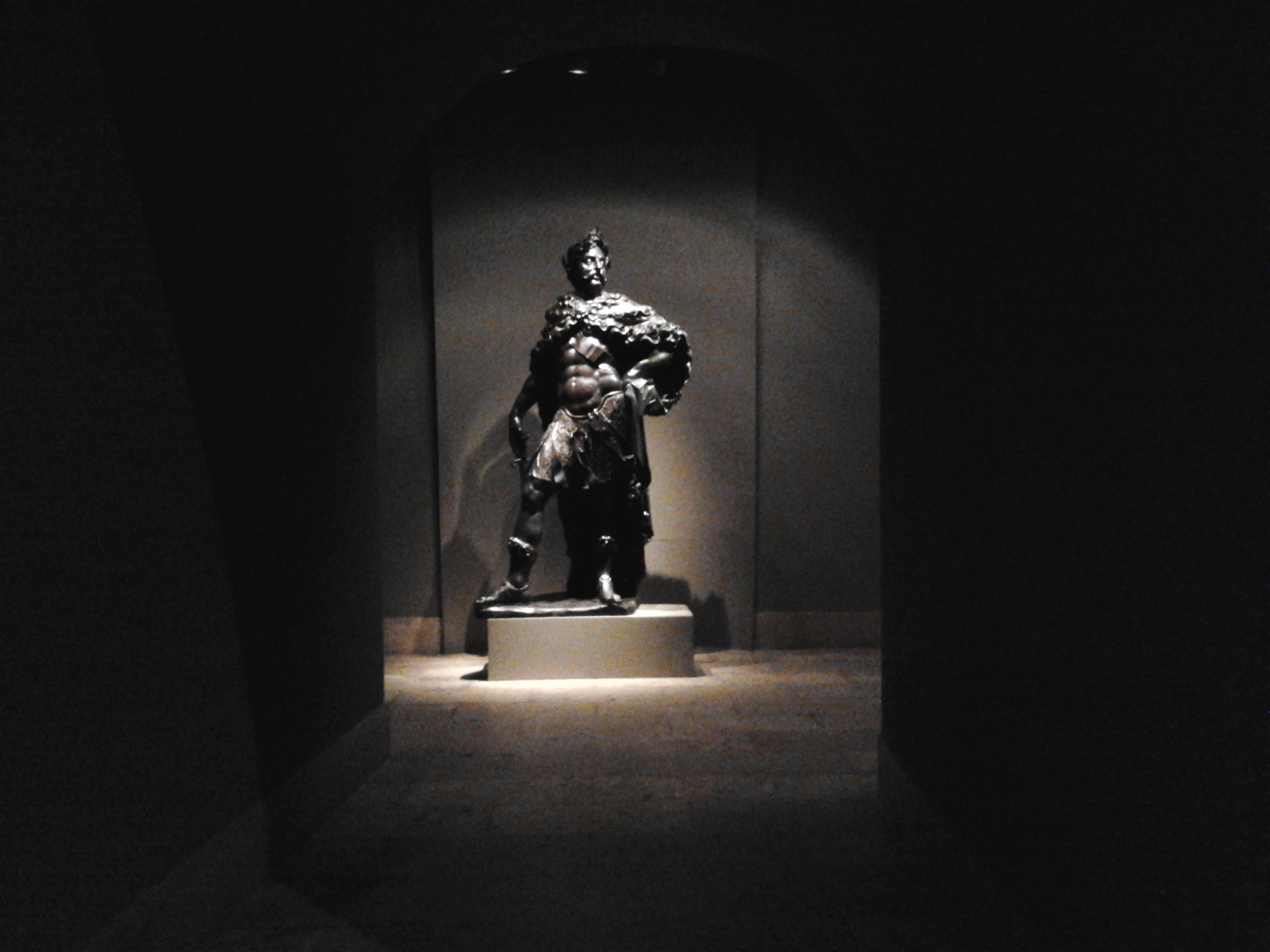
Jean III Sobieski en empereur romain conservé au Château royal de Varsovie
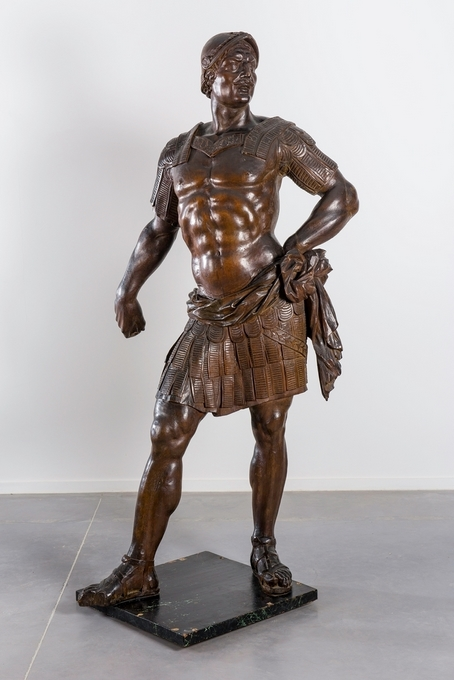
Soldat de la légion thébaine
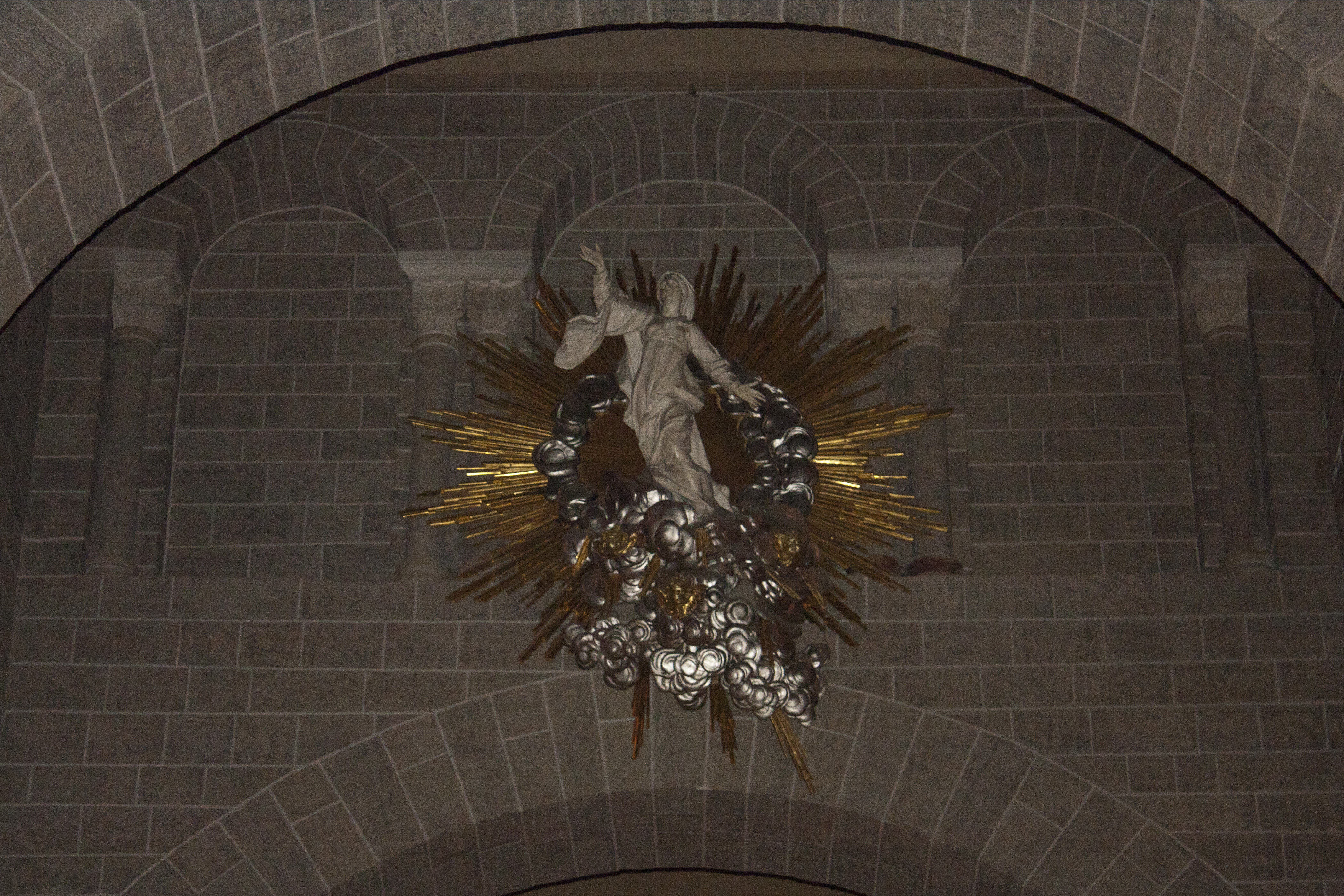
Assomption de la Vierge attribuée à Pierre Vaneau, Cathédrale du Puy
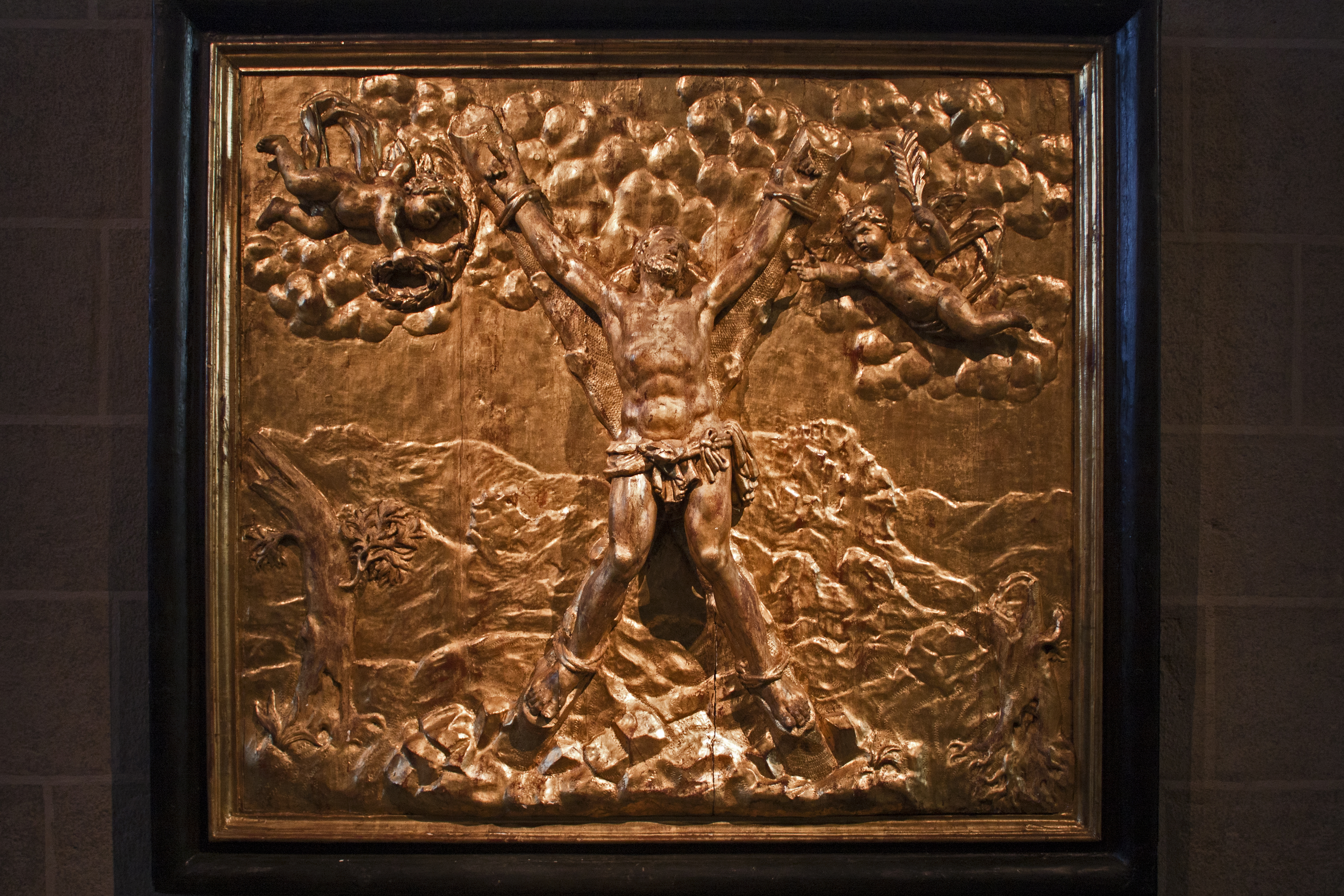
Martyre de saint André, panneau sculpté et doré, Cathédrale du Puy
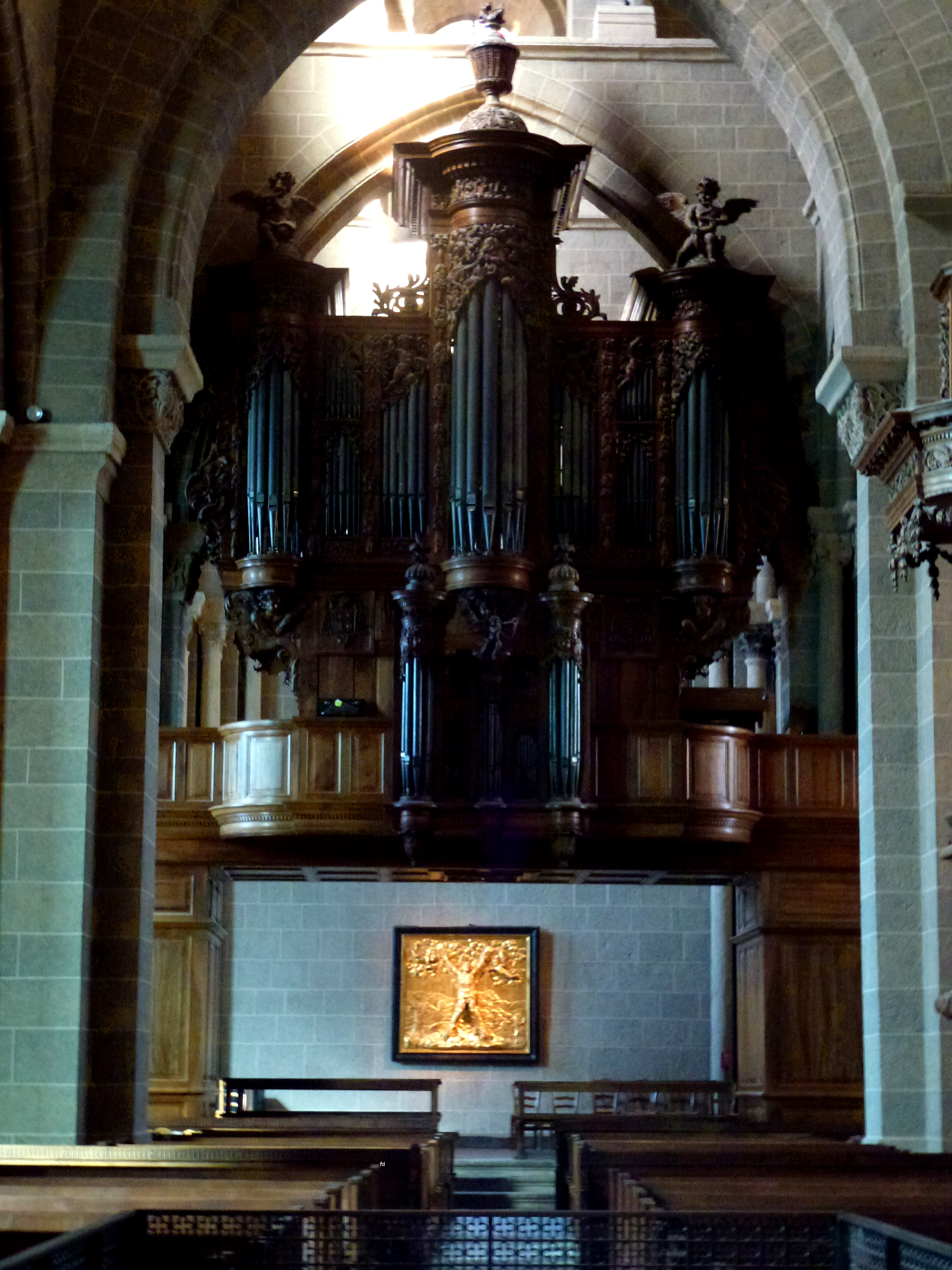
Orgue de tribune du menuisier Gabriel Alignon pour le buffet, sculpté par Pierre Vaneau ; la partie instrumentale étant du facteur Jean Eustache, Cathédrale du Puy
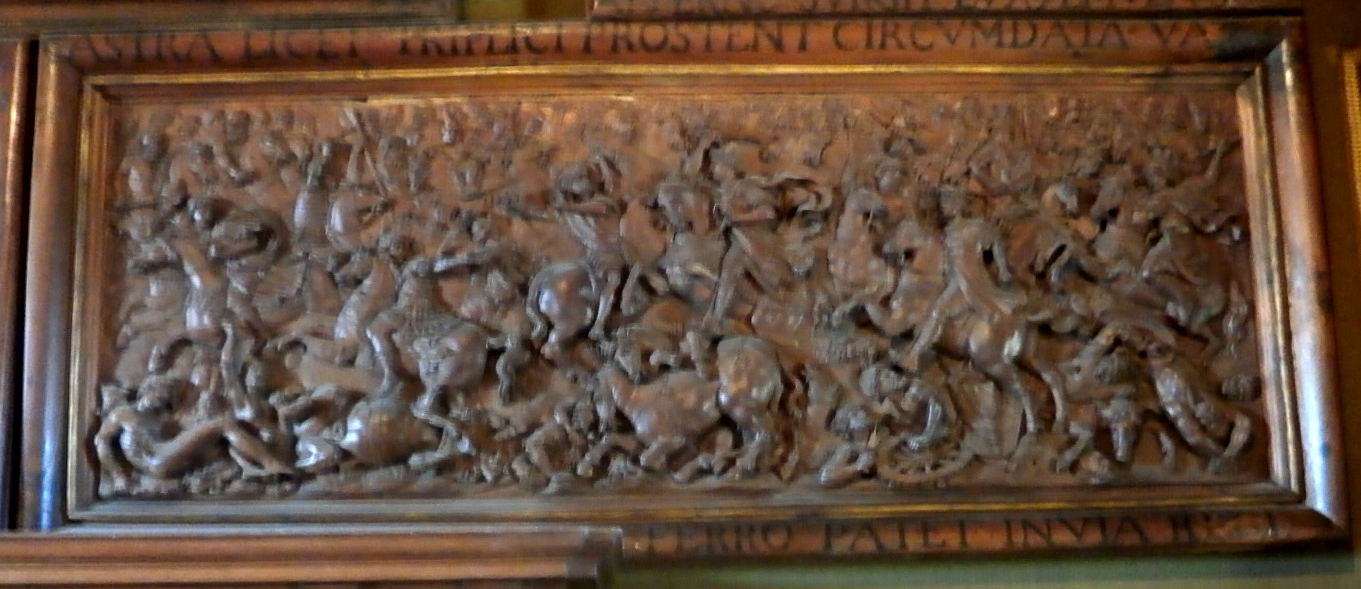
Bataille de Vienne avec, au centre, Jean III Sobieski[7], bas-relief sculpté sur chêne conservé au Château de Montrésor (collection Branicki)
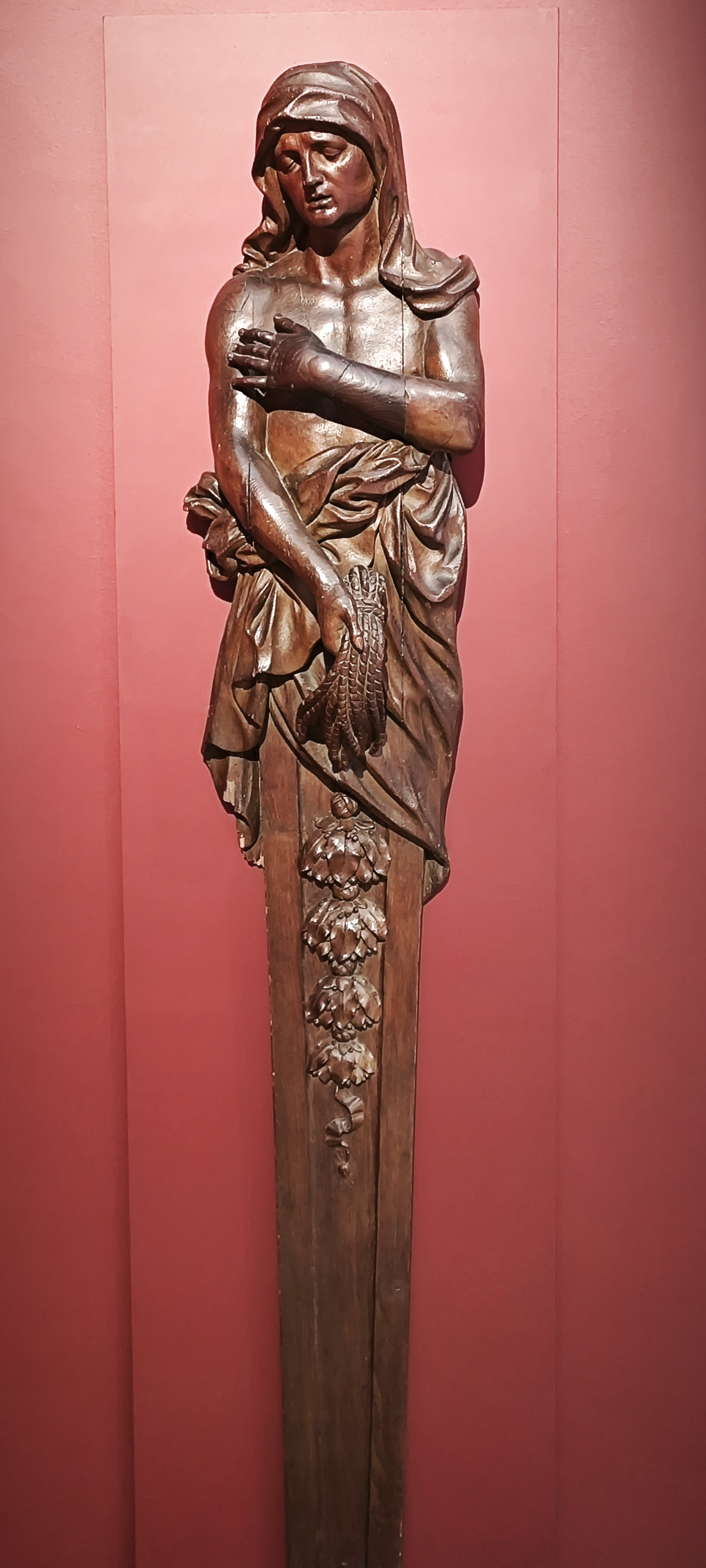
La Flagellation terme en noyer, 1682

## Rétrospectives
- 1980, Exposition au Puy-en-Velay : La sculpture française au XVIIe siècle : Pierre Vaneau.